# Mädchen von Yde

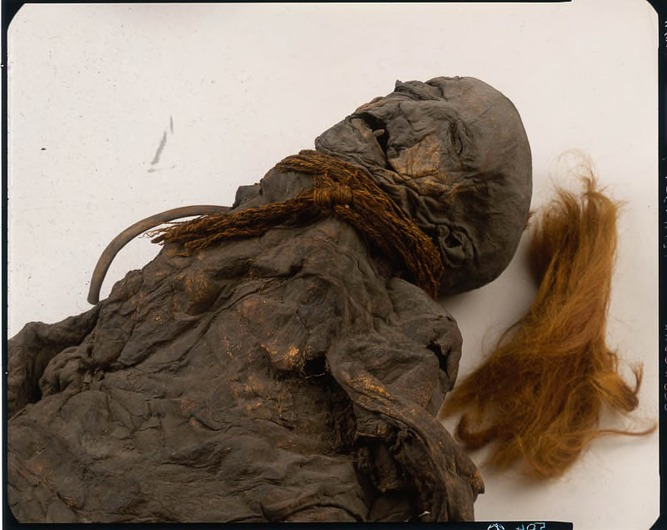
Kopf und Oberkörper des Mädchens von Yde

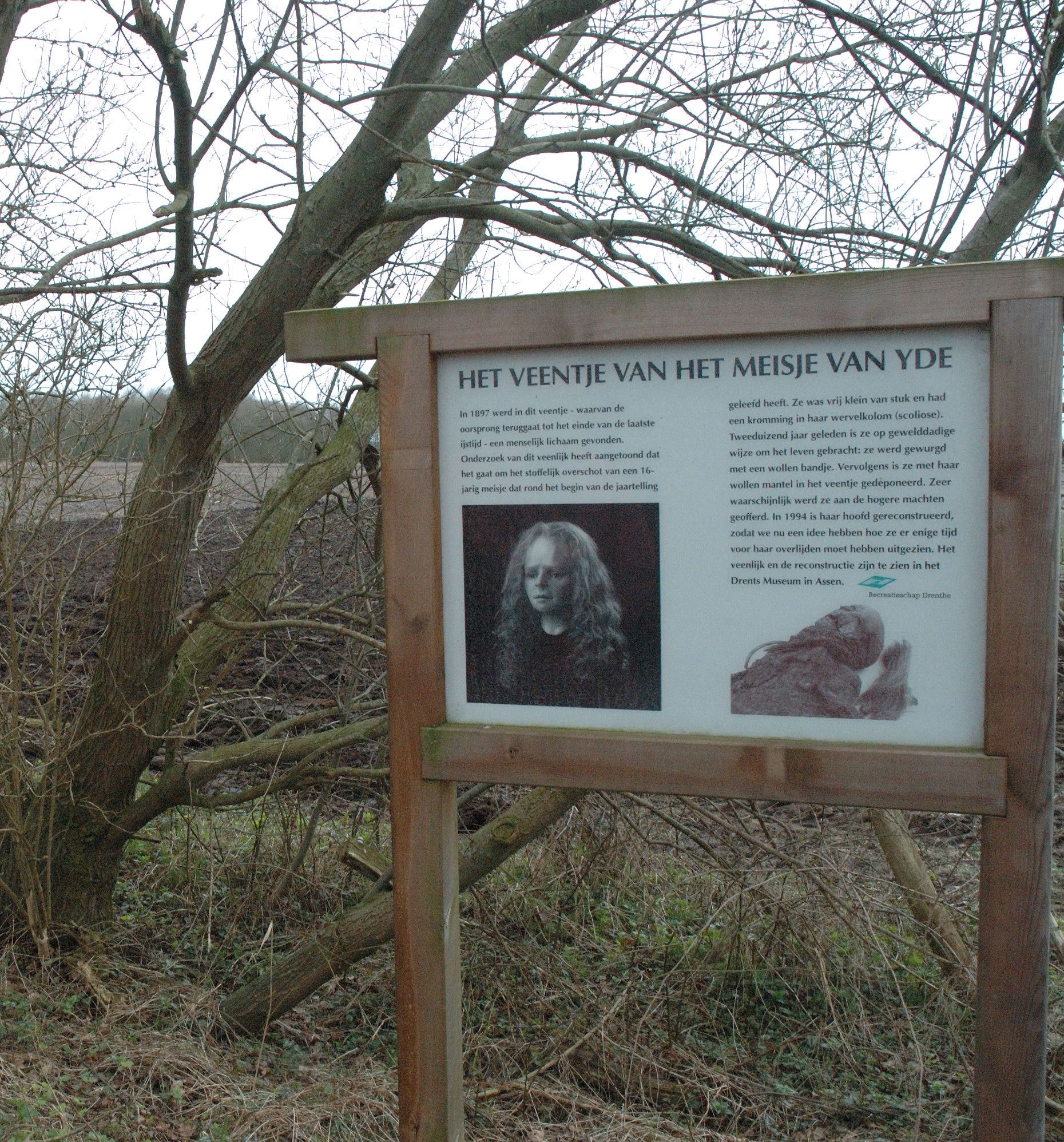
Informationstafel an der Fundstelle des Mädchens von Yde

Das Mädchen von Yde (niederländisch Meisje van Yde) ist eine Moorleiche, die 1897 in dem Moor Stijfveen in der Nähe des niederländischen Ortes Yde in der Provinz Drenthe gefunden wurde. Die Moorleiche befindet sich heute im Drents Museum in Assen.

## Fund
Die beiden Torfstecher Hendrik Barkhof und Willem Emmens fanden nach ihren Angaben das Mädchen am 12. Mai 1897 in dem heute zum Naturschutzgebiet gehörenden Moor Stijfveen zwischen Yde und Vries. Sie verbargen den Fund unter einigen Torfplaggen und flüchteten entsetzt nach Hause. Drei Tage später erfuhr eine Zeitung von der Moorleiche und verbreitete die Meldung. Nach Angaben der Entdecker war die Leiche, insbesondere ihr Haar, außerordentlich gut erhalten.
Fundort: 53° 5′ 49,2″ N, 6° 35′ 6″ O

### Bergung
Am 21. Mai informierte der Bürgermeister des benachbarten  Vries das Provinzialmuseum in Assen, das heutige Drents Museum. In seinem Brief beschrieb er die Leiche in allen Einzelheiten. Er berichtete von einer bläulichen Färbung der Haut. Am Kopf war lediglich die rechte Wange verletzt. Der Mund stand offen, und die Zähne waren sichtbar. Die Haare waren auf der rechten Seite anscheinend abrasiert, links aber lang. Hals, Schultern und Oberkörper lagen kompakt beieinander. Die Arme waren teilweise erhalten, daneben beide Füße, teilweise mit Fußnägeln sowie eine Hand mit allen Fingern und dem Daumennagel. Ein Oberschenkelknochen und weitere Knochen lagen lose daneben. Zudem beschrieb der Bürgermeister noch ein bearbeitetes Stück Stoff und ein Band, welches einige Male um den Hals gewickelt war. In den zwei Wochen nach der Auffindung hatte sich jedoch der ursprünglich noch gute Erhaltungszustand der Überreste wegen der fehlenden Konservierung und der unkontrollierten Austrocknung stark verschlechtert. Als der Bürgermeister einige Tage später mit dem Museumsdirektor Joosting die Leiche aufsuchte, waren weitere Teile der Leiche von den Torfgräbern beschädigt und geplündert worden. So fehlten der Oberschenkelknochen, alle Zähne bis auf einen, und die Haare waren ausgerissen oder aufgrund der Trocknung ausgefallen. Die verbliebenen Überreste wurden in einer Kiste verpackt in das Museum nach Assen transportiert; nur ein neben dem Mädchen liegender Eichenstamm wurde zurückgelassen. Im Museum wurden die Funde auf dem Boden zur Trocknung ausgebreitet. Joosting informierte den Archäologen W. Pleyte vom Niederländischen Rijksmuseum van Oudheden in Leiden und bat um Übernahme der Überreste nach Leiden. Dies wurde jedoch durch das Veto der Vorstandschaft des Provinzialmuseums in Assen verhindert, die die Leiche im eigenen Hause ausstellen wollte.
Das Mädchen von Yde wurde im Museum zunächst ohne weitere Untersuchungen ausgestellt.

## Befunde

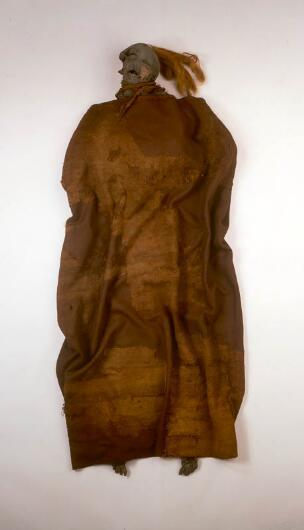
Gesamtansicht des Mädchens von Yde in der Präsentation

Die Leiche des Mädchens von Yde war in einen wollenen Mantel eingehüllt. Ein Gürtel lag in drei Schlingen um ihren Hals, dessen Gleitknoten befand sich unter ihrem linken Ohr. Josting schätzte das Alter der Leiche zunächst auf etwa sechs Jahrhunderte. Nach Rücksprache mit Johanna Mestorf vom Kieler Museum vaterländischer Alterthümer, die nach einem Vergleich der Daten von 21 nordeuropäischen Moorleichen eine Datierung von etwa 200 bis 400 nach Chr. vorschlug, übernahm Josting ihren Datierungsvorschlag.

### Anthropologischer Befund
Das anthropologisch etwa auf 16 Lebensjahre geschätzte Mädchen war zum Todeszeitpunkt etwa 1,40 m groß. Die Haare sind etwa 21 cm lang und durch die Lagerung im Moor von rotblonder Farbe. Die rechte Kopfhälfte ist kahl, was entweder auf ein Scheren vor dem Tod oder auf eine etwas längere Exposition dieser Seite an der Luft zurückgeführt werden kann. Die ursprüngliche Haarfarbe konnte durch eine elektronenmikroskopische Untersuchung der Haarpigmente mit großer Sicherheit als blond bestimmt werden. Durch eine seitliche Wirbelsäulenverkrümmung konnte das Mädchen nicht richtig laufen oder gerade stehen. Ihre Beckenknochen waren nicht symmetrisch und das rechtes Bein wahrscheinlich nach innen gedreht. Das Mädchen hatte eine Stichwunde unterhalb des linken Schlüsselbeins, die aber mit Sicherheit nicht ursächlich für ihren Tod war. Wie bei anderen Moorleichen waren Weichteile und Haare durch die Einwirkung der Tannine aus dem Moor auf natürliche Weise konserviert, allerdings nicht einheitlich. Die Weichteile einiger Körperregionen, besonders des Oberkörpers, waren besser, diejenigen anderer Regionen, wie des Unterleibs, dagegen gar nicht erhalten.
Eine 1955 durchgeführte Pollenanalyse einer Torfprobe aus dem Fußbereich des Mädchens deutete auf einen Todeszeitpunkt zwischen 200 und 500 nach Chr. Eine 1988 durchgeführte Radiokohlenstoffdatierung (14C-Datierung) einer Hautprobe lieferte stattdessen einen Zeitraum zwischen 54 vor Chr. und 128 nach Chr. Die 14C-Datierungen von sechs Wollproben und einer Haarprobe mittels Beschleuniger-Massenspektrometrie (AMS) ergab 1994 den noch präziseren Zeitraum zwischen 40 vor Chr. und 50 nach Chr. Diese untersuchten Proben zeigten allesamt große Übereinstimmungen, so dass diese Datierung als relativ sicher angenommen werden kann.
Richard Nave von der Universität Manchester untersuchte 1993 den Schädel des Mädchens mit Hilfe der Computertomographie und konnte ihr Lebensalter sowie ihr historisches Alter bestätigen. Er fertigte aufgrund der gewonnenen Daten und mit Erkenntnissen aus der Gerichtsmedizin sowie der plastischen Chirurgie eine Gesichtsrekonstruktion an. Diese wird neben der Moorleiche im Drents Museum gezeigt und förderte maßgeblich die internationale Bekanntheit des Mädchens.

### Textilien
Der bei der Auffindung noch 215 bis 220 cm lange Gürtel, mit dem das Mädchen erdrosselt wurde, ist etwa 4 cm breit und in Sprangtechnik aus 37 Kettfäden hergestellt. Von dem Gürtel ist nur noch ein 125 cm langes Stück erhalten. Der noch in zwei Stücken erhaltene Wollmantel, in dem das Mädchen eingewickelt war, ist nachlässig gearbeitet, weist zahlreiche Spinn- und Webfehler auf. Das jetzt braune Tuch war an zahlreichen Stellen zerschlissen und mehrfach geflickt. Ursprünglich hatte er eine helle Färbung und war mit mehreren eingewebten Streifen aus verschiedenfarbigem, vermutlich rotem, gelbem und blauem Garn verziert.

## Deutung
Die Schlinge um den Hals belegt mit Sicherheit eine gewaltsame Tötung des Mädchens. Eine Tötung als Strafe für eine wie auch immer geartete Verfehlung oder eine Opferung lässt sich aus dem Fundzusammenhang nicht eindeutig ableiten. Der Einstich unter dem Schlüsselbein und der zur Hälfte rasierte Schädel könnten jedoch auf einen rituellen Bezug hinweisen, der zudem vielleicht mit einem in der Nähe gefundenen Eichenstamm in Kontext stehen kann. Es ist jedoch auch möglich, dass das Mädchen aufgrund seiner körperlichen Anomalien aus der Gemeinschaft verstoßen, beziehungsweise aufgrund sozialer Stigmatisierung getötet wurde.

## Varia
Im Rahmen des German Mummy Project am Reiss-Engelhorn-Museum wurde die Leiche des Mädchens von Yde mittels handgeführter 3D-Laserscanner eingescannt. Die Daten dienen einerseits der Langzeitarchivierung des Status des Fundes zum Untersuchungszeitpunkt und andererseits der Weiterverwendung der Daten zu verschiedensten Zwecken. Auf Basis der gewonnenen Daten ist es möglich, mittels Farb-3D-Druckern form- und farbechte Nachbildungen des Fundes zu produzieren. Diese Nachbildungen können anstelle des sehr fragilen Originals für den Leihverkehr, für Untersuchungs- oder Ausstellungszwecke verwendet werden.

### Angeblicher Augenzeugenbericht
Am 19. März 2009 berichtete die Tageszeitung Dagblad van het Noorden über den Fund eines angeblichen Augenzeugenberichts. Die beiden Finder der Moorleiche Hendrik Barkhof und Willem Emmens hatten ihre Geschichte jedem Interessierten bereitwillig erzählt, was der damals zwölfjährige Nachbar Bennink in einem Schulaufsatz verarbeitet haben soll. Diese Arbeit stellte Benninks Sohn Piet 2009 vor.
Nach Benninks Aufsatz waren die Pferde der beiden Arbeiter an diesem Tag durchgegangen und ihr Wagen in eine Pingo-Ruine gestürzt. Beide mussten in das Gewässer waten, um ihre Werkzeuge aus dem Wagen zu bergen. Dort stolperten sie über etwas, das auf den ersten Blick wie ein Stück Leder oder ein Jutesack aussah, was sich aber als die konservierte Leiche des Mädchens herausstellte.
Spätere Untersuchungen ergaben allerdings, dass es sich bei dem Aufsatz höchstwahrscheinlich um eine Fälschung handelt. So war der im Aufsatz verwendete Begriff „Pingoruine“ nach Wijnand van der Sanden Ende des 19. Jahrhunderts noch nicht etabliert und passte auch nicht zum Sprachgebrauch eines Schulkindes. Der Aufsatz berichtete ebenfalls von einer Deponie, welche zum Zeitpunkt der Entdeckung der Moorleiche jedoch noch nicht existierte und erst in den 1920er Jahren angelegt wurde.